# Samostan Nekresi
Samostan Nekresi (gruzinsko ნეკრესის მონასტერი, latinizirano: nek'resis monast'eri) je gruzijski pravoslavni samostan v regiji Kaheti, ustanovljen v 6. stoletju. Samostan, ki je na najvzhodnejšem robu grebena Visokega Kavkaza, je del večjega zgodovinskega mesta Nekresi, nekoč cvetočega mesta pozne antike. V srednjeveški gruzijski literarni tradiciji so začetki meništva v Nekresiju povezani z menihom Abibosom iz 6. stoletja, znanim po krščanskem prozelitizmu in boju proti zaratustrstvu. Samostan je bil zaprt kmalu po tem, ko je cesarska Rusija prevzela gruzijsko cerkev leta 1811. Po skoraj dveh stoletjih premora je samostan ponovno začel delovati leta 2000.
Samostan Nekresi je na vrhu gozdnatega griča, znanega kot Nazvrevi Gora (dobesedno, "hrib nekdanjih vinogradov") v vzhodnem delu najdišča Nekresi, približno 3,7 km vzhodno od sodobne vasi Šilda v občini Qvareli. Gre za kompleks stavb, vključno s triladijsko baziliko Marijinega vnebovzetja, mrliško kapelo – obe iz 6. stoletja, centralno načrtovano cerkev nadangela Mihaela, zgrajeno v 8. ali 9. stoletju, in škofovska palača iz 9. stoletja ter refektorij iz 12. stoletja, obrambni stolp iz 16. stoletja ter ostanki skladišč in drugih pomožnih objektov. Kompleks je vpisan na seznam nepremičnih kulturnih spomenikov nacionalnega pomena Gruzije.

## Zgodovina
Samostan Nekresi je bil ustanovljen v 6. stoletju. Zgodnje prevladujoče mnenje, da je bila prva cerkev kompleksa zgrajena na mestu zarastustrkega svetišča v 4. stoletju, so ovrgla arheološka izkopavanja, ki niso našla dokazov o poselitvi na hribu pred 6. stoletjem. V tem obdobju je prišlo do vzpona meništva v vzhodni Gruziji, ki ga je populariziralo trinajst asirskih očetov, skupina menihov, ki jim srednjeveška gruzijska literarna tradicija pripisuje ustanovitev več samostanov po vsej državi. Eden od teh mož, sveti Abibos, s sedežem v Nekresiju, je pridigal krščanstvo med planinci vzhodno od Aragvija in se boril proti zaratustrskim vplivom – ob neki priložnosti je pogasil sveti ogenj z vodo –, dokler ga niso ujeli in usmrtili.
Čeprav velik del srednjeveške zgodovine Nekresi ni dokumentiran z zapisi in pisnimi dokazi, arheologija in arhitekturna analiza pričata o obsežni gradbeni dejavnosti v samostanskem kompleksu v 9. stoletju, tudi ko je bilo mesto Nekresi v nepovratnem propadanju. Poleg tega je samostan deloval kot sedež gruzijskega škofa, imenovanega Nekreseli. Sveti Abibos tradicionalno velja za prvega škofa Nekresija; noben drug domači škof ni znan po imenu do ok. 1556. Obrambne strukture so bile utrjene v času razmeroma stabilnega vladanja zaporednih kraljev Kahetija, Leona (vladal 1518–1574) in Aleksandra II. (vladal 1574–1605).
Kasnejši nemiri in nenehni roparski napadi sosednjih dagestanskih plemen so prisilili škofa, da je leta 1785 svoj sedež iz samostana prestavil v relativno varnost cerkve Matere božje v bližnji vasi Šilda. Kmalu po prevzemu oblasti gruzijske cerkve s strani carske Rusije leta 1811 je bila škofija Nekresi ukinjena, čemur je sledila razpustitev samostana. Oba sta bila obnovljena v sodobni Gruziji po razpadu Sovjetske zveze: nekdanja škofija je bila leta 1995 rekonstituirana kot eparhija Nekresi znotraj Gruzijske pravoslavne cerkve, leta 2000 pa so samostan ponovno naselili menihi. Od leta 2008 do 2010 je bil celoten kompleks podvržen sistematičnim arheološkim raziskavam in temeljiti prenovi.

## Opis

### Mrliška kapela
Mrliška kapela je najstarejša ohranjena stavba v samostanskem kompleksu Nekresi s površino štirih kvadratnih metrov. Dolgo uveljavljeno prepričanje, da je šlo za protobaziliko, zgrajeno na mestu nekdanjega zaratustrskega templja v poznem 4. stoletju – in s tem za eno najstarejših krščanskih cerkva v Gruziji – je bilo ovrženo z arheološko študijo iz leta 2008–2009, ki je ugotovila ni dokazov o predkrščanski okupaciji na mestu in je stavbo prestavila v 6. stoletje. Kapela je dvoranska stavba z miniaturnim svetiščem v obliki podkve na vzhodu. Ima vhode na severni, južni in vzhodni strani in je na vseh straneh odprta. Struktura ima obokano kripto pod glavnim nadstropjem, ki je bila uporabljena za pokope, kar kaže, da je bila stavba zgrajena kot mrliška vežica.

### Cerkev Marijinega vnebovzetja
Cerkev Marijinega vnebovzetja, ki stoji južno od mrliške kapele, je datirana v 6. ali 7. stoletje. Zgrajena je iz ruševin in meri 17,2 x 12,7 metra. Spada v vrsto cerkvene stavbe, ki je v Gruziji znana kot bazilika s tremi ladjami, v kateri sta osrednja ladja in dve stranski ločene s trdnimi zidovi. V cerkvi Nekresi se narteks na zahodni strani odpira na vse tri ladje. Osrednja ladja se na vzhodu zaključuje z globoko apsido svetišča, ki jo na obeh straneh obdaja pravokotni pastoforion (služi kot zakristija - diakonikon in proteza). Stranski ladji s tudi končata z apsidami. Severna ladja komunicira z osrednjo ladjo preko vrat, vendar se zdi, da so bila ustrezna vrata na južnih ladjah zazidana pred stoletji, saj freske iz 16. stoletja zdaj pokrivajo to območje. Severna in južna ladja sta odprti na zunanjost z arkadami dveh lokov.[6]
Notranjost cerkve krasijo freske, ki jih je naročil kralj Leon iz Kahetija sredi 16. stoletja. Kralj z družino je upodobljen na zahodnem delu južne stene. Slike imajo vpliv poznobizantinske paleološke umetnosti.

### Nadangelova cerkev
Nadangelova cerkev je stavba iz 8.–9. stoletja v jugozahodnem delu samostanskega kompleksa Nekresi. Zgrajena iz ruševin z dodatno uporabo apnenčastih plošč, je centralno načrtovana cerkev s prehodnimi značilnostmi kupolaste triladijske bazilike. Ima dve apsidni stranski ladji severno in južno od osrednje ladje. Slednja se zaključuje s peterokotno apsido svetišča, ki jo prebija eno samo okno. Okno v severni stranski ladji je zaprto. Južna ladja in narteks na zahodu sta odprta na zunanjost skozi dvoločne arkade. Prehod iz osrednjega kvadrata v krog kupole je izveden z dvema trompama na zahodu in protopendantivi na vzhodu. Boben kupole ima okna na vzhodu, jugu in zahodu. Notranjost osrednjega dela cerkve ima zdaj komaj zaznavne sledi fresk. Približno 25 metrov severovzhodno od cerkve so na terasastem pobočju odkrili številne meniške celice.

### Škofova palača in drugi objekti
Škofova palača je dvonadstropna stavba, ki stoji nekaj metrov jugozahodno od cerkve Marijinega vnebovzetja. Okna v obeh nadstropjih imajo ostro opredeljene oboke v obliki podkve, arhitekturni element, ki v Gruziji ni bil v uporabi po 9.–10. stoletju. Prostori so razporejeni v enfiladi. Pritličje skoraj v celoti zaseda vinska klet, v severnem delu pa je velika pravokotna kamnita stiskalnica, pod zemljo pa zakopani številni kvevri . Strop je podprt z osmerokotnim stebrom v sredini. Dvosmerno stopnišče vodi na teraso, ki se nato nadaljuje v glavno sobo v zgornjem nadstropju. Stavba je bila pokrita z lesenimi tramovi, ki podpirajo terakote. Na vzhodu palača meji na enonadstropno obokano stavbo, ki naj bi bila zaradi svoje lege ob vinski kleti, jedilnica.
Ob severni steni je trinadstropni obrambni stolp, zgrajen v 16. stoletju. Zgrajen je na prejšnji pravokotni stavbi z zbiralnikom vode in je opremljen s strelnicami. Njegovo najvišje nadstropje z večjimi odprtinami je bilo uporabljeno tudi kot zvonik. 